# Stalactiet

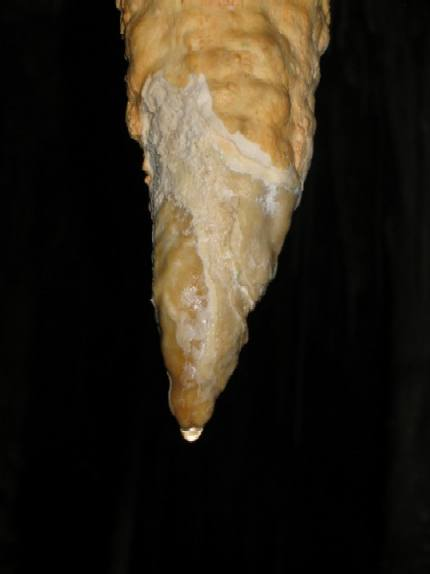
Stalactiet met druppel in de grot van Soreq in Israël

Een stalactiet is een pegel aan het plafond van een grot, die achterblijft door neerslag uit of stolling van een vloeistof. Voorbeelden van neerslaande stoffen waaruit stalactieten kunnen ontstaan zijn de mineralen calciet en gips. Deze slaan neer uit verzadigd water.
Het grondwater, dat door het plafond van de grot sijpelt, blijft daar in de vorm van een druppel hangen. Door verlies van koolzuurgas slaat de opgeloste calciet tegen het plafond neer als een minuscuul mineraaldeeltje. Dit herhaalt zich bij de volgende druppels en na jaren vormt zich een pegel. 
Het duurt soms wel duizend jaar eer zich een centimeter stalactiet gevormd heeft.